# Huang Wei
Ne doit pas être confondu avec Huang Wei (diplomate).
Pour les articles homonymes, voir Huang.
Huang Wei (黃維, 28 février 1904 – 30 mars 1989) est un général du Kuomintang qui participa aux campagnes d'encerclement, à la seconde guerre sino-japonaise et à la guerre civile chinoise. Après sa capture par les communistes, il se consacre à l'étude du mouvement perpétuel.

## Jeunesse et carrière
Huang est né dans une famille intellectuelle rurale de Guixi dans la province du Jiangxi en 1904. Avec l'aide d'amis et de voisins locaux, il est admis à l'académie de Huangpu. Il est considéré comme loyal, dévoué et courageux et attire l'attention de Chen Cheng, son supérieur et instructeur militaire qui le présente à Tchang Kaï-chek. À la fin de 1927, il est promu commandant dans le 9e corps, puis réassigné en 1928 colonel dans la 11e division avec Cheng Cheng pour supérieur. En 1828, il entre dans l'école militaire et, après son diplôme, est promu commandant de la 32e brigade de la 11e division, aujourd'hui dans le 18e corps, avec de nouveau Chen Cheng pour supérieur.
En 1933, il se rend en Allemagne pour étudier et retourne en Chine en 1937. Il est promu en son absence commandant de la 11e division en 1934. En septembre 1937, il mène la 67e division du 18e corps lors de la bataille de Shanghai contre l'armée impériale japonaise. En 1938, il est promu commandant du 18e corps et élevé au rang de lieutenant-général l'année suivante. En 1940, il est assigné comme commandant du 54e corps et commandant de la défense de Kunming dans la province du Yunnan. Les années suivantes, il est assigné à une série de positions importantes au conseil militaire national et au département de l'entraînement militaire. En 1945, il devient commandant de la 31e armée et vice-directeur du département de logistique. En 1948, il devient commandant de la nouvelle école d'officiers et chef de la 12e armée.

## Campagne de Huaihai
En novembre 1948, Huang Wei mène la 12e armée de la province du Henan jusqu'à Xuzhou pour combattre les communistes. Cependant, les espions infiltrés au Kuomintang, comme Guo Ruhuai et Liu Fei, transmettent des plans militaires vitaux aux commandants communistes. La 12e armée, équipée par les Américains, tombe dans une embuscade des forces communistes dans la province de l'Anhui sur la route de Xuzhou. Durant la grande campagne de Shuangduiji (en), qui dure presque un mois, la 12e armée est détruite. La tentative de Huang de briser l'encerclement communiste échoue lorsque l'un de ses commandants rejoint les communistes en emportant toute son unité avec lui. Il réessaye de le briser mais se fait capturer, et seul le vice-commandant Hu Lien parvient à s'enfuir et à rentrer à Nankin.

## Étude du mouvement perpétuel
Alors qu'il est emprisonné par les communistes, Huang Wei refuse d'admettre qu'il a eu tort en soutenant Tchang Kaï-chek et le gouvernement du Kuomintang. Afin d'échapper aux classes d'endoctrinement communistes, il dévoue son temps à l'étude du mouvement perpétuel, et reçoit, en 1968, des fonds personnels de Zhou Enlai pour mener ses expériences. Celles-ci ne sont cependant pas un succès, mais il est libéré en 1975 et continue à étudier ce phénomène. Il meurt à Pékin le 30 mars 1989.